# Campeonato Europeo de Ciclismo BMX
El Campeonato Europeo de Ciclismo BMX es la competición de ciclismo BMX más importante a nivel europeo. Es organizado anualmente desde 1996 por la Unión Europea de Ciclismo (UEC).
Hasta la edición de 2013, el campeonato se realizaba en una serie de eventos distribuidos a lo largo de la temporada. En cada evento los ciclistas sumaban puntos y el que más puntos reunía en la última prueba era el campeón de ese año.

## Ediciones
| Núm.   | Año  | Sede               | País            |
| ------ | ---- | ------------------ | --------------- |
| I      | 1996 | Ginebra            | Suiza           |
| II     | 1997 | Doetinchem         | Países Bajos    |
| III    | 1998 | Schwedt            | Alemania        |
| IV     | 1999 | Valkenswaard       | Países Bajos    |
| V      | 2000 | Mandeure           | Francia         |
| VI     | 2001 | Ginebra            | Suiza           |
| VII    | 2002 | Esselbach          | Alemania        |
| VIII   | 2003 | Vallet             | Francia         |
| IX     | 2004 | Klatovy            | República Checa |
| X      | 2005 | Echichens          | Suiza           |
| XI     | 2006 | Cheddar            | Reino Unido     |
| XII    | 2007 | Romans             | Francia         |
| XIII   | 2008 | Weiterstadt        | Alemania        |
| XIV    | 2009 | Fredericia         | Dinamarca       |
| XV     | 2010 | Sandnes            | Noruega         |
| XVI    | 2011 | Haaksbergen        | Países Bajos    |
| XVII   | 2012 | Orleans            | Francia         |
| XVIII  | 2013 | Dessel             | Bélgica         |
| XIX    | 2014 | Roskilde           | Dinamarca       |
| XX     | 2015 | Erp                | Países Bajos    |
| XXI    | 2016 | Verona             | Italia          |
| XXII   | 2017 | Burdeos            | Francia         |
| XXIII  | 2018 | Glasgow            | Reino Unido     |
| XXIV   | 2019 | Valmiera           | Letonia         |
| XXV    | 2020 | Dessel (cancelado) | Bélgica         |
| XXVI   | 2021 | Heusden-Zolder     | Bélgica         |
| XXVII  | 2022 | Dessel             | Bélgica         |
| XXVIII | 2023 | Besanzón           | Francia         |
| XXIX   | 2024 | Verona             | Italia          |
| XXX    | 2025 | Valmiera           | Letonia         |
| XXXI   | 2026 | Sarrians           | Francia         |
| XXXII  | 2027 | Heusden-Zolder     | Bélgica         |

## Palmarés masculino

### Carrera
| Núm.   | Año  | Sede                           | Oro                                  | Plata                                                  | Bronce                               |
| ------ | ---- | ------------------------------ | ------------------------------------ | ------------------------------------------------------ | ------------------------------------ |
| I      | 1996 | Ginebra · ( Suiza)             | Dale Holmes Reino Unido              | Dylan Clayton Reino Unido                              | Mark van Leur · Países Bajos         |
| II     | 1997 | Doetinchem · ( Países Bajos)   | Dale Holmes Reino Unido              | Thomas Allier Francia                                  | Roy van Leur · Países Bajos          |
| III    | 1998 | Schwedt · ( Alemania)          | Thomas Allier Francia                | Dylan Clayton Reino Unido                              | Florent Boutte Francia               |
| IV     | 1999 | Valkenswaard · ( Países Bajos) | Robert de Wilde · Países Bajos       | Roy van Leur · Países Bajos                            | Florent Boutte Francia               |
| V      | 2000 | Mandeure ( Francia)            | Robert de Wilde · Países Bajos       | Florent Boutte Francia                                 | Leiv Ove Nordmark · Noruega          |
| VI     | 2001 | Ginebra · ( Suiza)             | Florent Boutte Francia               | Frédéric King Francia                                  | Ivo Lakučs Letonia                   |
| VII    | 2002 | Esselbach · ( Alemania)        | Florent Boutte Francia               | Ivo Lakučs Letonia                                     | Lukáš Tamme · República Checa        |
| VIII   | 2003 | Vallet ( Francia)              | Ivo Lakučs Letonia                   | Lukáš Tamme · República Checa · Medhi Remili · Francia | —                                    |
| IX     | 2004 | Klatovy · ( República Checa)   | Thomas Allier Francia                | Michal Prokop · República Checa                        | Leiv Ove Nordmark · Noruega          |
| X      | 2005 | Echichens · ( Suiza)           | Thomas Allier Francia                | Ivo Lakučs Letonia                                     | Florent Boutte Francia               |
| XI     | 2006 | Cheddar ( Reino Unido)         | Artūrs Matisons Letonia              | Ivo Lakučs Letonia                                     | Artis Žentiņš Letonia                |
| XII    | 2007 | Romans ( Francia)              | Thomas Allier Francia                | Māris Štrombergs Letonia                               | Artūrs Matisons Letonia              |
| XIII   | 2008 | Weiterstadt · ( Alemania)      | Māris Štrombergs Letonia             | Ivo Lakučs Letonia                                     | Thomas Hamon Francia                 |
| XIV    | 2009 | Fredericia ( Dinamarca)        | Martijn Scherpen · Países Bajos      | Arnaud Dubois · Bélgica                                | Roy van den Berg · Países Bajos      |
| XV     | 2010 | Sandnes · ( Noruega)           | Raymon van der Biezen · Países Bajos | Thomas Hamon Francia                                   | Artūrs Matisons Letonia              |
| XVI    | 2011 | Haaksbergen · ( Países Bajos)  | Joris Daudet Francia                 | Edžus Treimanis Letonia                                | Thomas Hamon Francia                 |
| XVII   | 2012 | Orleans ( Francia)             | Edžus Treimanis Letonia              | Rihards Veide Letonia                                  | Jordy van der Heijden · Países Bajos |
| XVIII  | 2013 | Dessel · ( Bélgica)            | Māris Štrombergs Letonia             | Edžus Treimanis Letonia                                | Quentin Caleyron Francia             |
| XIX    | 2014 | Roskilde ( Dinamarca)          | Māris Štrombergs Letonia             | Romain Mayet Francia                                   | Martijn Jaspers · Países Bajos       |
| XX     | 2015 | Erp · ( Países Bajos)          | Twan van Gendt · Países Bajos        | Niels Bensink · Países Bajos                           | Quentin Caleyron Francia             |
| XXI    | 2016 | Verona · ( Italia)             | Raymon van der Biezen · Países Bajos | David Graf · Suiza                                     | Sylvain André Francia                |
| XXII   | 2017 | Burdeos ( Francia)             | Joris Daudet Francia                 | Twan van Gendt · Países Bajos                          | Sylvain André Francia                |
| XXIII  | 2018 | Glasgow ( Reino Unido)         | Kyle Evans Reino Unido               | Kye Whyte Reino Unido                                  | Sylvain André Francia                |
| XXIV   | 2019 | Valmiera ( Letonia)            | Niek Kimmann · Países Bajos          | Twan van Gendt · Países Bajos                          | Dave van der Burg · Países Bajos     |
| XXV    | 2020 | Dessel · ( Bélgica)            | Cancelado                            | Cancelado                                              | Cancelado                            |
| XXVI   | 2021 | Heusden-Zolder · ( Bélgica)    | Arthur Pilard Francia                | Mitchel Schotman · Países Bajos                        | Eddy Clerté Francia                  |
| XXVII  | 2022 | Dessel · ( Bélgica)            | Kye Whyte Reino Unido                | Cédric Butti · Suiza                                   | Eddie Moore Reino Unido              |
| XXVIII | 2023 | Besanzón ( Francia)            | Niek Kimmann · Países Bajos          | Jérémy Rencurel Francia                                | Romain Racine Francia                |
| XXIX   | 2024 | Verona · ( Italia)             | Arthur Pilard Francia                | Mathis Ragot Richard Francia                           | Cédric Butti · Suiza                 |
| XXX    | 2025 | Valmiera ( Letonia)            | Mathis Ragot Richard Francia         | Arthur Pilard Francia                                  | Sylvain André Francia                |

### Contrarreloj
| Núm. | Año  | Sede               | Oro                   | Plata                | Bronce             |
| ---- | ---- | ------------------ | --------------------- | -------------------- | ------------------ |
| I    | 2016 | Verona · ( Italia) | Romain Mahieu Francia | Damien Godet Francia | David Graf · Suiza |

## Palmarés femenino

### Carrera
| Núm.   | Año  | Sede                           | Oro                             | Plata                               | Bronce                            |
| ------ | ---- | ------------------------------ | ------------------------------- | ----------------------------------- | --------------------------------- |
| I      | 1996 | Ginebra · ( Suiza)             | Kerstin Munski · Alemania       | Tina Madsen · Países Bajos          | Astrid Delescluse Francia         |
| II     | 1997 | Doetinchem · ( Países Bajos)   | Karien Gubbels · Países Bajos   | Natascha Massop · Países Bajos      | Kerstin Munski · Alemania         |
| III    | 1998 | Schwedt · ( Alemania)          | Kerstin Munski · Alemania       | Karien Gubbels · Países Bajos       | Audrey Pichol Francia             |
| IV     | 1999 | Valkenswaard · ( Países Bajos) | Ellen Bollansée · Bélgica       | Dagmara Poláková · Eslovaquia       | Tatjana Schocher · Suiza          |
| V      | 2000 | Mandeure ( Francia)            | Ellen Bollansée · Bélgica       | Karine Chambonneau Francia          | Dagmara Poláková · Eslovaquia     |
| VI     | 2001 | Ginebra · ( Suiza)             | Karine Chambonneau Francia      | Aurélia Don Francia                 | Dagmara Poláková · Eslovaquia     |
| VII    | 2002 | Esselbach · ( Alemania)        | Helena Aubry Francia            | Dagmara Poláková · Eslovaquia       | Jana Horáková · República Checa   |
| VIII   | 2003 | Vallet ( Francia)              | Jana Horáková · República Checa | Dagmara Poláková · Eslovaquia       | Elodie Ajinça Francia             |
| IX     | 2004 | Klatovy · ( República Checa)   | Willy Kanis · Países Bajos      | Jana Horáková · República Checa     | Lydia Fauré Francia               |
| X      | 2005 | Echichens · ( Suiza)           | Laëtitia Le Corguillé Francia   | Aneta Hladíková · República Checa   | Willy Kanis · Países Bajos        |
| XI     | 2006 | Cheddar ( Reino Unido)         | Laëtitia Le Corguillé Francia   | Jana Horáková · República Checa     | Cécile Lazzarotto Francia         |
| XII    | 2007 | Romans ( Francia)              | Anne-Caroline Chausson Francia  | Aneta Hladíková · República Checa   | Willy Kanis · Países Bajos        |
| XIII   | 2008 | Weiterstadt · ( Alemania)      | Laëtitia Le Corguillé Francia   | Anne-Caroline Chausson Francia      | Magalie Pottier Francia           |
| XIV    | 2009 | Fredericia ( Dinamarca)        | Eva Ailloud Francia             | Laëtitia Le Corguillé Francia       | Manon Valentino Francia           |
| XV     | 2010 | Sandnes · ( Noruega)           | Lieke Klaus · Países Bajos      | Aneta Hladíková · República Checa   | Eva Ailloud Francia               |
| XVI    | 2011 | Haaksbergen · ( Países Bajos)  | Manon Valentino Francia         | Magalie Pottier Francia             | Jana Horáková · República Checa   |
| XVII   | 2012 | Orleans ( Francia)             | Eva Ailloud Francia             | Jana Horáková · República Checa     | Aneta Hladíková · República Checa |
| XVIII  | 2013 | Dessel · ( Bélgica)            | Manon Valentino Francia         | Vilma Rimšaitė · Lituania           | Elke Vanhoof · Bélgica            |
| XIX    | 2014 | Roskilde ( Dinamarca)          | Laura Smulders · Países Bajos   | Manon Valentino Francia             | Simone Christensen Dinamarca      |
| XX     | 2015 | Erp · ( Países Bajos)          | Elke Vanhoof · Bélgica          | Simone Christensen Dinamarca        | Laura Smulders · Países Bajos     |
| XXI    | 2016 | Verona · ( Italia)             | Sarah Sailer · Alemania         | Marine Lacoste Francia              | Sandra Aleksejeva Letonia         |
| XXII   | 2017 | Burdeos ( Francia)             | Laura Smulders · Países Bajos   | Elke Vanhoof · Bélgica              | Simone Christensen Dinamarca      |
| XXIII  | 2018 | Glasgow ( Reino Unido)         | Laura Smulders · Países Bajos   | Simone Christensen Dinamarca        | Yaroslava Bondarenko · Rusia      |
| XXIV   | 2019 | Valmiera ( Letonia)            | Laura Smulders · Países Bajos   | Judy Baauw · Países Bajos           | Simone Christensen Dinamarca      |
| XXV    | 2020 | Dessel · ( Bélgica)            | Cancelado                       | Cancelado                           | Cancelado                         |
| XXVI   | 2021 | Heusden-Zolder · ( Bélgica)    | Zoé Claessens · Suiza           | Manon Valentino Francia             | Tessa Martinez Francia            |
| XXVII  | 2022 | Dessel · ( Bélgica)            | Bethany Shriever Reino Unido    | Elke Vanhoof · Bélgica              | Camille Maire Francia             |
| XXVIII | 2023 | Besanzón ( Francia)            | Zoé Claessens · Suiza           | Malene Kejlstrup Sørensen Dinamarca | Merel Smulders · Países Bajos     |
| XXIX   | 2024 | Verona · ( Italia)             | Zoé Claessens · Suiza           | Laura Smulders · Países Bajos       | Nadine Aeberhard · Suiza          |
| XXX    | 2025 | Valmiera ( Letonia)            | Bethany Shriever Reino Unido    | Merel Smulders · Países Bajos       | Laura Smulders · Países Bajos     |

### Contrarreloj
| Núm. | Año  | Sede               | Oro                           | Plata                        | Bronce                       |
| ---- | ---- | ------------------ | ----------------------------- | ---------------------------- | ---------------------------- |
| I    | 2016 | Verona · ( Italia) | Merel Smulders · Países Bajos | Bethany Shriever Reino Unido | Yaroslava Bondarenko · Rusia |

## Medallero histórico total
- Actualizado a Valmiera 2025.

| Núm. | País            | Oro | Plata | Bronce | Total |
| ---- | --------------- | --- | ----- | ------ | ----- |
| 1    | Francia         | 22  | 18    | 23     | 63    |
| 2    | Países Bajos    | 16  | 11    | 11     | 38    |
| 3    | Letonia         | 6   | 8     | 5      | 19    |
| 4    | Reino Unido     | 6   | 4     | 1      | 11    |
| 5    | Bélgica         | 3   | 3     | 1      | 7     |
| 6    | Suiza           | 3   | 2     | 4      | 9     |
| 7    | Alemania        | 3   | 0     | 1      | 4     |
| 8    | República Checa | 1   | 8     | 4      | 13    |
| 9    | Dinamarca       | 0   | 3     | 3      | 6     |
| 10   | Eslovaquia      | 0   | 3     | 2      | 5     |
| 11   | Lituania        | 0   | 1     | 0      | 1     |
| 12   | Noruega         | 0   | 0     | 2      | 2     |
| 12   | Rusia           | 0   | 0     | 2      | 2     |
|      | TOTAL           | 60  | 61    | 59     | 180   |